# Liste der Monuments historiques in Villargoix
Die Liste der Monuments historiques in Villargoix führt die Monuments historiques in der französischen Gemeinde Villargoix auf.

## Liste der Objekte
| Bezeichnung                        | Beschreibung               | Standort                         | Kennzeichnung | Schutzstatus | Datum | Bild |
| ---------------------------------- | -------------------------- | -------------------------------- | ------------- | ------------ | ----- | ---- |
| Gedenktafel an eine Gebetsstiftung | Kalkstein, bezeichnet 1519 | in der Kirche St-Grégoire (Lage) | PM21002519    | Classé       | 1931  |      |